# América del Pilar Rodrigo
América del Pilar Rodrigo Trigo fue una fitóloga, curadora, profesora, y exploradora argentina. Fue doctora en Ciencias Biológicas. Ejerció docencia y realizó investigación en el "División de Botánica", de la Facultad de Ciencias Naturales y Museo de la Universidad Nacional de La Plata. Sus actividades científicas incidieron en la taxonomía de la familia de Malvaceae.
Cuando se produjo un desdoblamiento de unas de las cátedras del Departamento de Botánica, el doctor Ángel Lulio Cabrera (1908-1999) quedó como profesor titular en una y la otra fue asumida por América del Pilar Rodrigo, quien se venía desempeñando como Jefa de trabajos prácticos ad honorem. Esta asunción que se efectuó por orden de la Jefatura del Departamento correspondiente. Rodrigo Trigo era una egresada del Museo que contaba con casi veinte años de servicios en el Departamento y cátedra de Botánica.

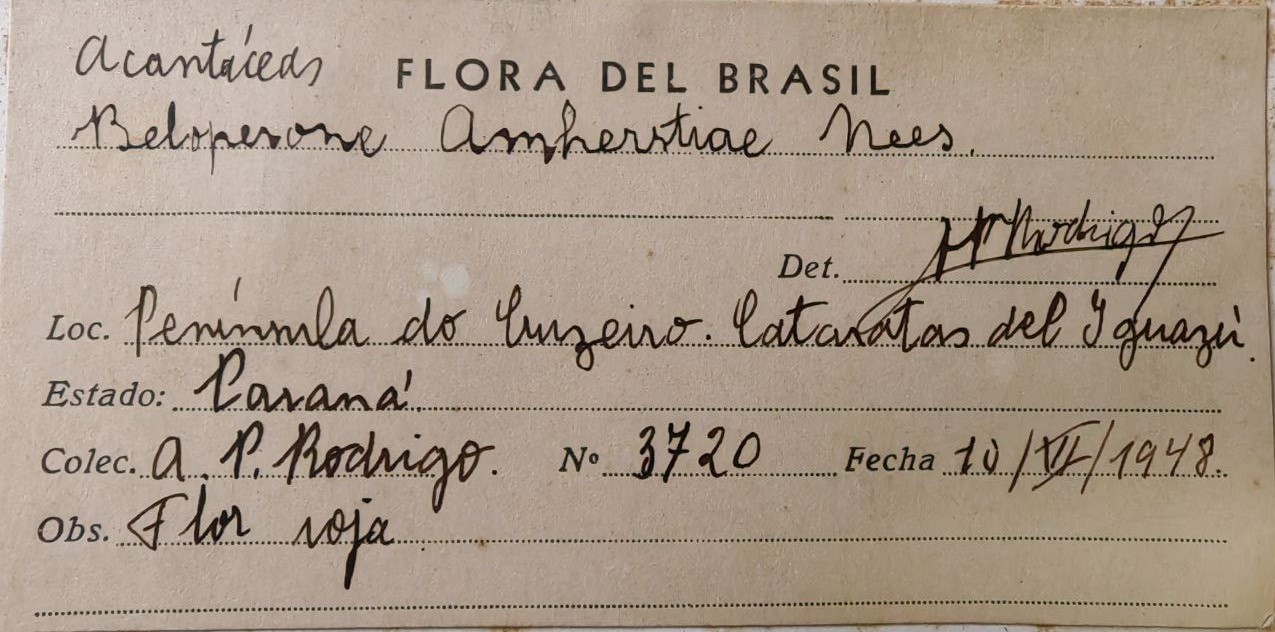
Detalle de la etiqueta de un ejemplar colectado e identificado por América del Pilar Rodrigo.

## Algunas publicaciones
- 1948. Un viaje a las cataratas del Iguazú. Notas del Museo de La Plata: Botánica 13 (65 ). Ed. Instituto del Museo de la UNLP, 305 pp.

- 1948. Los "Hibiscus" de la flora argentina (Malvaceae). Revista del Museo de La Plata: Botánica 29. Ed. Instituto del Museo de la UNLP, 42 pp.

- 1948. Addenda a 'Las especies argentinas del género Cienfuegosia'. Notas del Museo de La Plata: Botánica 57. Ed. Instituto del Museo de la UNLP, 33 pp.

- 1948. Especies y variedades de "yute" espontáneas en el norte argentino. Notas del Museo de La Plata: Botánica 64. Ed. Instituto del Museo de la UNLP, 289 pp.

- 1944. Las especies argentinas y uruguayas del género Sida (Malvaceae). Revista del Museo de La Plata: Botánica 24. Ed. Instituto del Museo de la UNLP, 212 pp.

- 1935. Observaciones sobre el género "Lecanophora" y sus relaciones con "Sida" y "Cristaria". Notas del Museo de La Plata: Botánica 1 (2 ). Ed. Instituto del Museo de la UNLP, 8 pp.

- 1935. Una nueva especie de Malvácea del género Sphaeralcea de la flora argentina: Sphaeralcea chenopodifolia nov. sp. Notas del Museo de La Plata: Botánica 2. Ed. Instituto del Museo de la UNLP, 392 pp.

- 1930. Nota sobre las especies del género "Sida" de los alrededores de Buenos Aires. Physis X.

### Coautoría
- 1937. Malváceas Bonaerenses. Public. didact. y de divulg. cient. 1 (1937): 1—40. B. Aires

## Honores
Fue miembro de la Federación Argentina de Mujeres Universitarias - FAMU.
- La abreviatura «Rodrigo» se emplea para indicar a América del Pilar Rodrigo como autoridad en la descripción y clasificación científica de los vegetales.[3]